# Я Покупаю
«Я Покупаю» — российское медиа о моде, красоте и стиле жизни. Является первым шопинг-гидом в России. Существует с 1996 года. 
Первым среди российских СМИ начал проводить мероприятие в формате шопинг-маршрута.

## История
В 1996 году вышел первый номер журнала в Екатеринбурге.
В 2002 году журналы начали выходить в Перми, Тюмени, Уфе и Челябинске.
В 2003-2007 годах сеть расширилась до 42 городов, включая Москву, Санкт-Петербург, Новосибирск . В Москве издавался под брендом Shopping Guide.
К 2012 году журнал издавался и за пределами России: в Казахстане, Испании и Андорре.
В 2011 году состоялось открытие он-лайн версии журнала Lookmart.ru.
В 2013 году сайт сменил домен на Yapokupayu.ru.
С 2009 года «Я Покупаю» проводит премию «Shopping Года» в 14 городах России, после двухлетнего перерыва, премия была возрождена в 2021 году в честь 25-летия издания.

## Награды
«Тираж-рекорд года» премии Национальной Тиражной Службы 2004, 2005, 2006 и 2012 годов.
«Крупнейшая сеть региональных журналов» (Всероссийского конкурса «Золотые сети — 2005»).
«Крупнейший региональный журнал» (Shopping Guide «Я Покупаю. Санкт-Петербург» 2006, 2010, 2012 года).
Самое вовлекающее тематическое СМИ во II квартале 2019 года по версии сервиса «Медиатор».